# 取手市立寺原小学校
取手市立寺原小学校（とりでしりつ てらはらしょうがっこう）は、茨城県取手市井野台にある市立小学校。

## 沿革

### 統合前前史
- 1874年（明治7年）9月 - 桑原小学校が光明寺に創設される。
- 1875年（明治8年）3月 - 寺田小学校が東漸寺に創設される。
- 1880年（明治13年）11月 - 桑原小学校を初等桑原小学校に改称する。
- 1887年（明治20年）3月 - 桑原村・井野村・青柳村が合併し、井野小学校及び青柳小学校を桑原光明寺内の桑原小学校(現在の取手市立寺原小学校)に編入合併して､桑原尋常小学校と改称する
- 1889年（明治22年）8月 -寺田村・桑原村が合併することで寺原村となりそして、旧桑原村から旧井野村及び旧青柳村を分離による、分村合併より、新しい井野村発足して、北相馬郡井野村の井野青柳本願寺の敷地内（後の取手市立取手第一中学校及び現在の取手市立井野なないろ保育所の敷地）に井野尋常小学校(現在の取手市立取手小学校)を創立して分離する
- 1891年（明治24年）
  - 6月 - 桑原尋常小学校を併置。
  - 8月 - 寺田尋常小学校を併置。
- 1893年（明治26年）3月 - 両併置校の増改築が行われる。
- 1911年（明治44年）2月 - 高等科[2]2年制を設置。
- 1926年（大正15年）3月31日 - 学校統合により、桑原尋常高等小学校となる。

### 統合後
- 1926年（大正15年）4月 - 寺原村立寺原尋常高等小学校が発足。

校舎は現在の「取手中央病院」のある「春日台」と呼ばれた台地に完成。児童数180名・6学級
- 1928年（昭和3年）4月 - 父兄会の結成。後に母姉会の集いもできる。（学校教育への援助、除草・清掃活動を主とする。）
- 1941年（昭和16年）4月 - 戦時体制の中、「寺原国民学校」と改称する。
- 1946年（昭和21年）1月5日 - 校歌制定発表会が行われる。（作詞：岡田仁[3]・教員共同作 / 作曲：岡田仁）
- 1947年（昭和22年）
  - 4月 - 法律第26号により「寺原村立寺原小学校」と改称。（卒業式の回数はこの年を第1回とする。）
  - 5月3日 - 寺原村立寺原小学校内に、北相馬郡学校組合立取手中学校寺原教場（分校）を設置開校
- 1948年（昭和23年）9月16日 - 校章が制定される。
- 1950年（昭和25年） 8月7日 - 小貝川の堤防が決壊。78名の児童の家が床上浸水、47名の児童の家が床下浸水する被害。本校が「臨時避難所」となり、約300名を収容。
- 1952年（昭和27年） - 北相馬郡学校組合立取手中学校寺原教場（現.取手市立取手第二中学校）が、北相馬郡寺原村大字寺田5147番地に移転する。
- 1955年（昭和30年）2月 - 町村合併により「取手町立寺原小学校」と改称。
- 1965年（昭和40年）6月 - 現在地に移転。新築された校舎での再出発。28日を創立記念日とする。
- 1969年（昭和44年）7月 - 観察池・傾斜地の滑り台とトンネル・校門完成。
- 1970年（昭和45年）7月 - 理科温室、プール完成。
- 1970年（昭和45年）10月 - 市制施行により「取手市立寺原小学校」と改称。
- 1971年（昭和46年）3月 - D棟が完成する。
- 1972年（昭和47年）2月15日 - 校歌の歌詞の改訂、校旗の制定と発表式が行われる。「寺原小よい子の会」も発足。
- 1974年（昭和49年）6月 - 体育館が完成する。
- 1977年（昭和52年）3月 - 第1期校舎増築完成（A棟新装）
- 1980年（昭和55年）3月 - 第2期校舎増築完成（A棟増築・F棟新築）
- 1981年（昭和56年）12月 - 寺原小学校創立55周年。校舎移転15周年記念式典が行われる。（アスレチック運動器具3基、飼育小屋、マーチングの楽器一式、樹木等が贈られる。）
- 1982年（昭和57年）4月 - 学区調整により、学区の一部が取手市立稲小学校(現.取手市立取手西小学校)に変更
- 1983年（昭和58年）11月 - 文部省の指定を受けて発表会を開催。（「社会科における探求的行動力の育成」）この年の児童数・学級数が開校史上最大となる。（児童数983名・25学級）
- 1988年（昭和63年）9月 - 「茨城県動物愛護賞」の表彰を受ける。
- 1989年（平成元年）4月 - 校訓「明るく・なかよく・正しく」を定める。
- 1990年（平成2年）10月 - 寺原小学校創立65周年記念式典が行われる。
- 2001年（平成13年）2月 - 茨城県統計グラフ優秀校受賞。
- 2003年（平成15年） - 取手市教育委員会研究委嘱校指定（2年間）国語
- 2008年（平成20年） 5月 - 平成の大改築（校舎耐震化工事）が始まり翌年完了。B棟がなくなり、D棟をB棟とする。
- 2013年（平成25年） - 取手市教育委員会研究委嘱校指定（2年間）算数
  - 6月 - 体育館の改修工事を行われる。（同年10月末に完成）
- 2020年（令和2年）4月 - 2学期制の導入。[4]

## 学校行事
| - 4月 1学期始業式・入学式 - 5月 - 6月 | - 7月 - 8月 - 9月 | - 10月 1学期終業式・2学期始業式 - 11月 - 12月 | - 1月 - 2月 - 3月 2学期終業式・卒業式 |

## 学区
桑原（一部）、本郷1 - 5丁目、井野台3丁目（一部）・4 - 5丁目、寺田（一部）、駒場1 - 2丁目・3丁目（一部）・4丁目（一部）、井野（一部）、白山5丁目（一部）

## 進学先中学校
- 取手市立取手第二中学校

2021年現在。学校の統廃合・学区変遷によるもの。以前は一部の地域では取手市立取手第一中学校の学区となっていた。

## 交通アクセス
関東鉄道常総線西取手駅から徒歩約6分